# SAMIM
SAMIM S.p.A. (Società Azionaria Minerario-Metallurgica)  era una azienda italiana che operava nel settore delle partecipazioni finanziarie.

## Storia

### SAMIM
La società nacque nel giugno 1978 da Eni, come società finanziaria, caposettore ENI per il comparto minerario e metallurgico (metallurgia dei metalli non ferrosi - piombo, zinco). Le attività del settore dovevano essere riorganizzate in seguito allo scioglimento di EGAM e al confluimento in ENI di 33 sue aziende: le aziende di comparto, già precedentemente detenute, vennero trasferite dall'ENI alla nuova società SAMIM, che si occupò di coordinare le loro attività di ricerca, estrazione, trattamento e vendita di minerali, metalli e derivati.

#### Partecipazioni
La società assunse partecipazioni in 33 società originariamente dell'EGAM. Tra queste la SIV, la Vetrocoke Cokapuania S.p.A., la Società Mercurifera Monte Amiata S.p.A., la Cokitalia S.A., la Carbosulcis, la Ammi S.p.A., la Solmine, la Comsal e altre aziende, operanti nella gestione di miniere (in Sardegna e sul Monte Amiata) e nel settore meccano-tessile.

### SAMIM e SAMETON
Nel 1984 la Samim effettua una joint-venture con la Tonolli SpA, da cui nasce la Sameton SpA cui vengono conferiti una serie di stabilimenti specializzati nella produzione di metalli non ferrosi (piombo, ottone, rame e altri) da residui e rottami (la csd "Metallurgia secondaria"). La sede della Sameton è a Milano e gli stabilimenti principali sono a Paderno Dugnano, Pieve Vergonte, Moncalieri, Sulmona, Marcianise e Pontenossa (Bg). Nel 1985 Tonolli esce dalla joint-venture e a fronte di un cospicuo compenso cede alla Samim la propria quota. Nel 1987 gli stabilimenti Sameton verranno incorporati nella Nuova Samim.

### Nuova SAMIM e SIM
Nel 1986 l'ENI separò le miniere dalla metallurgia: nacquero così la SIM - Società Italiana Miniere per le miniere e la Nuova SAMIM per gestire gli impianti metallurgici di Portovesme, San Gavino Monreale, Marghera, Sulmona, Ponte Nossa, Paderno Dugnano, Marcianise, Pieve Vergonte e Moncalieri.
Nel 1993 la Nuova SAMIM divenne Enirisorse.